# Gyermely
Gyermely es un pueblo húngaro perteneciente al distrito de Tatabánya, condado de Komárom-Esztergom.

## Superficie
Cuenta con una superficie de 45,47 km².

## Demografía
Hasta 2024 la población era de 1517 habitantes, con una densidad de población de 33,36 hab/km².
| Gráfica de evolución demográfica de Gyermely entre 2020 y 2024 |
|                                                                |
| Datos según la Oficina Central de Estadística de Hungría.      |